# Cégely
Cégely (szlovákul Cigeľ) község Szlovákiában, a Trencséni kerületben, a Privigyei járásban.

## Fekvése
Privigyétőltól 6 km-re délre, a Ciglianka-patak völgyében fekszik.

## Története
A régészeti leletek tanúsága szerint területe már a kora bronzkorban is lakott volt.
A falut 1362-ben „Luchka” néven említik először, amikor Bajmóc ura, Gilett János Sutói Péternek adta. Kezdetben a privigyei váruradalomhoz tartozott, később Keselőkő és Bajmóc uradalmának része volt. 1461-ben „Cyglen” néven említi oklevél. Nevét a hagyomány szerint onnan kapta, hogy lakói kecskét tenyésztettek és a kecske német neve „ziege”, átírással „cige”. 1481-ben Anasztázia, Swran-i László özvegye a maga és Ryochen-i János fia András nevében eltiltja Mátyás királyt Thorozmel, Czygel, Eghazasrechen, Naghsaagh possessiokon, Deghfelde prediumon levő birtokrészek, Naghsaagh possessio promontóriumán levő két régi szőlőben levő részek eladományozásától. 1553-ban „Chygel” néven szerepel okiratban, ekkor 9 portát számláltak a faluban. 1675-ben 37 jobbágy és 15 zsellérháza volt 282 lakossal, fő birtokosa a Pálffy család. 1715-ben mindössze 19 háztartása létezett. 1787-ben 42 háza volt 310 lakossal.
A 18. század végén Vályi András így ír róla: „CZIGEL. Tót falu Nyitra Vármegyében, földes Ura Gróf Pálfy Uraság, lakosai katolikusok, fekszik Szebedrástól nem meszsze, ’s ennek filiája, Bajmóczhoz egy mértföldnyire, határbéli földgyeit a’ záporok járják, és négy marhával miveltetnek, de Körmöczön, Privigyén lévő piatzozása miatt, a hol szekerrel, ’s kézzel is kereshetnek, azon felül kézi munkával készűlt szerszámokat is ottan jól eladhattyák, harmadik Osztálybéli.”
1828-ban 52 házában 369 lakos élt. A község életében lényeges változást jelentett, amikor határában szenet találtak és a település bányászfalu jelleget öltött. A 19. században malom, fűrésztelep és posztóüzem működött a községben.
Fényes Elek 1851-ben kiadott geográfiai szótárában így ír a faluról: „Czigel, tót falu, Nyitra vgyében, Bars vmegye szélén; 369 kath. lak. Határa sovány; erdeje nagy. F. u. gr. Pálfy Ferencz.”
Borovszky Samu monográfiasorozatának Nyitra vármegyét tárgyaló része szerint: „Czigel, tót község a Nagy-Krics hegy alatt, Privigyétől délkeletre, 8 kmre, 578 lakossal. Vallásuk r. kath. Postája, távirója és vasúti állomása Privigye. E község 1461-ben »Cyglen« név alatt szerepel. Kath. temploma a XVII. század végén épült. Kegyura gróf Pálffy János. Földesurai a Pálffyak voltak, akiknek itt jelenleg is nagyobb birtokuk van.”
A trianoni diktátumig Nyitra vármegye Privigyei járásához tartozott.
A második világháború idején lakói támogatták a partizáncsoportokat. 1945. január 13-án 132 lakosát tartóztatták le a németek, hetet közülük kivégeztek, a többieket koncentrációs táborba küldték.

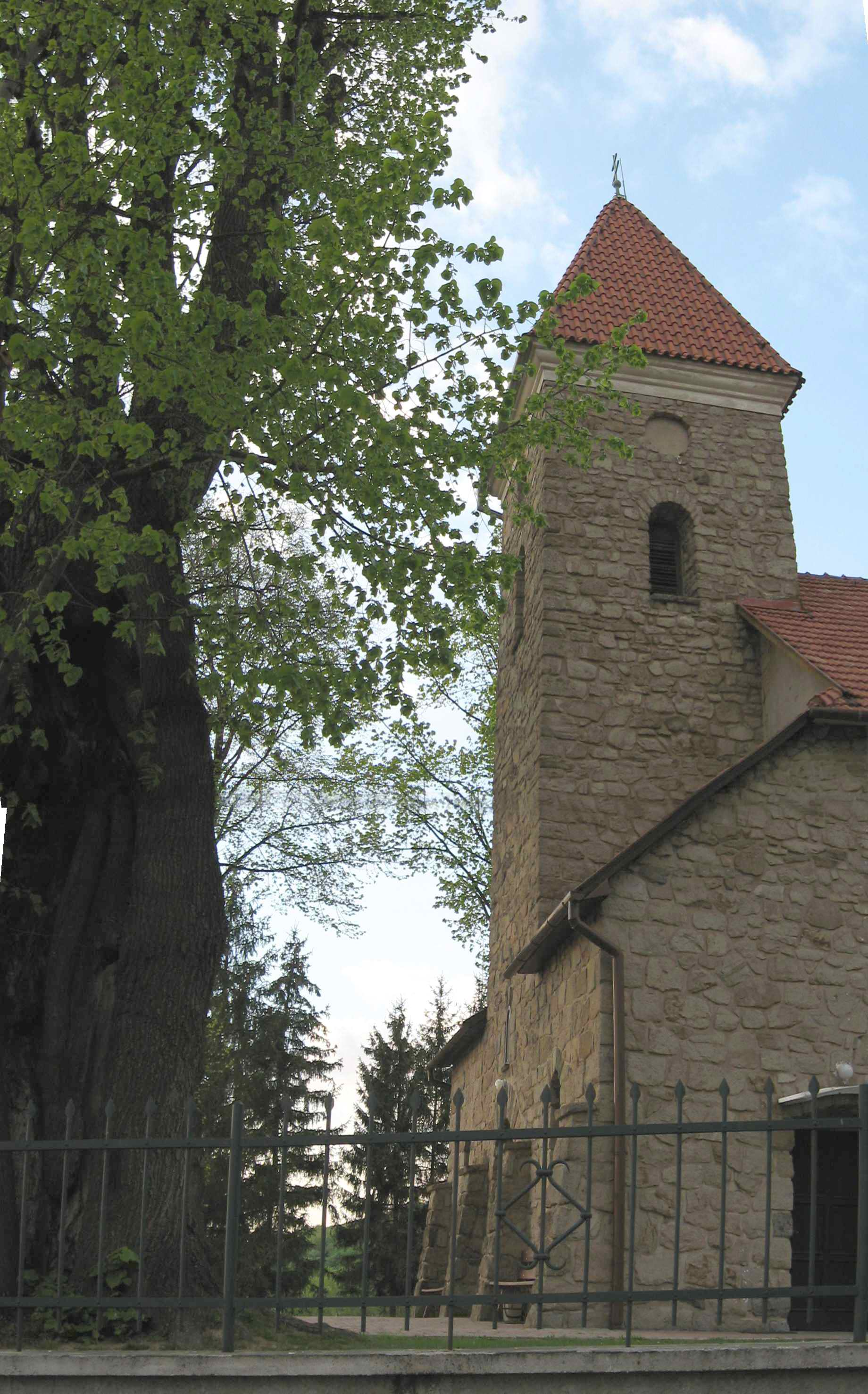
A Szent Mátyás templom

## Népessége
| Év:            | 1994. | 2004.   | 2014.    | 2024.   |
| -------------- | ----- | ------- | -------- | ------- |
| Emberek száma: | 976   | 1036    | 1254     | 1287    |
| Eltérés:       |       | +6,14 % | +21,04 % | +2,63 % |

| Év:            | 2023. | 2024.   |
| -------------- | ----- | ------- |
| Emberek száma: | 1280  | 1287    |
| Eltérés:       |       | +0,54 % |

1910-ben 762, túlnyomórészt szlovák anyanyelvű lakosa volt.
2001-ben 1003 lakosából 996 szlovák volt.
2011-ben 1190 lakosából 1176 szlovák volt.
2021-ben 1271 lakosából 1225 (+5) szlovák, (+1) magyar, 1 cigány, (+3) ruszin, 10 (+3) egyéb és 35 ismeretlen nemzetiségű volt.

## Nevezetességei
- Szent Mátyás apostol tiszteletére szentelt római katolikus temploma 1762-ben épült a korábbi fatemplom helyén. 1912-ben megújították.
- A falu környéke bővelkedik természeti szépségekben.